# Радянські військовополонені Другої світової війни

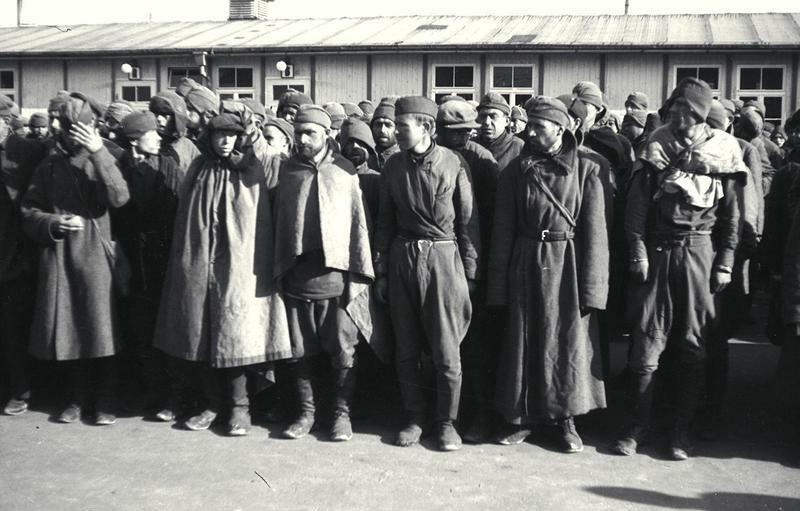
Радянські військовополонені у концентраційному таборі Маутгаузен. Жовтень 1941

Радянські військовополонені Другої світової війни — категорія військовослужбовців Червоної армії, військ НКВС тощо, що з тих чи інших обставин насильницьки або добровільно була взята в полон військами держав-членів Осі за часи Другої світової війни.
За період Другої світової війни загальне число полонених, захоплених усіма державами-учасниками світового конфлікту склало близько 35 млн. чоловіків. З них тільки радянських військовополонених у Німеччині було більше 5 млн, у Радянському Союзі відповідно — понад 3 млн. військовополонених з країн гітлерівської коаліції.

## Військовополонені СРСР у радянсько-фінській війні
Достеменних даних про кількість захоплених фінськими військами в ході так званої Зимової війни військовослужбовців Червоної армії невідомі. За архівними даними фінського Червоного хреста було зареєстровано 5 594 радянських військовополонених, однак не всі захоплені в полоні, потрапили в цій перелік. При чому вважається, що 135 полонених померло. Разом з цим, фінський історик Гуннар Розен підрахував, що загалом фінська армія захопила 5 617 військових Червоної армії, зокрема двох жінок-медикинь.

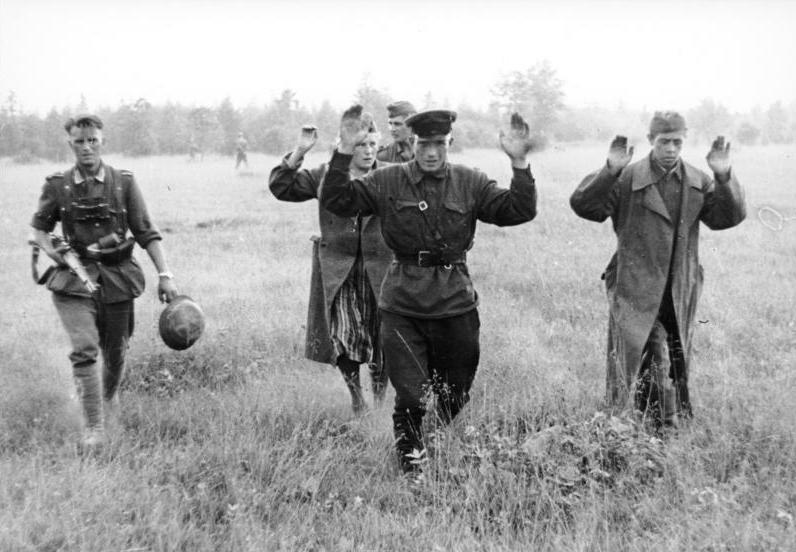
Перші захоплені в полон. 22 червня 1941

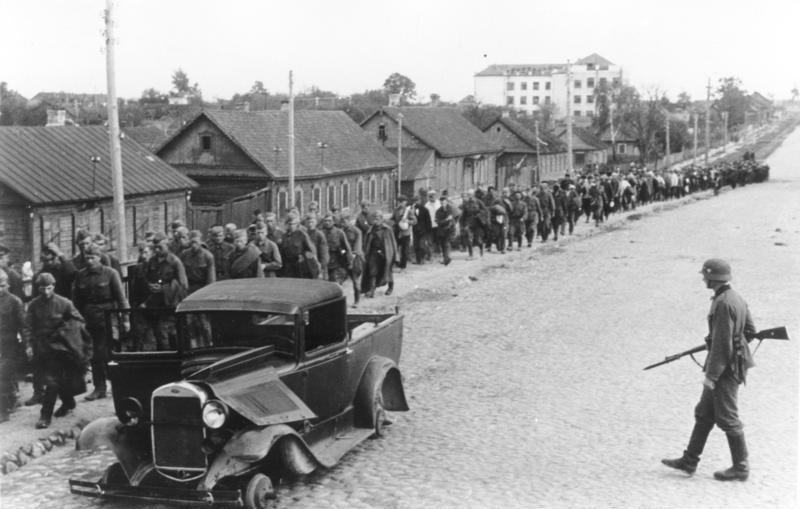
Радянські військовополонені, захоплені в боях під Мінському. Липень 1941

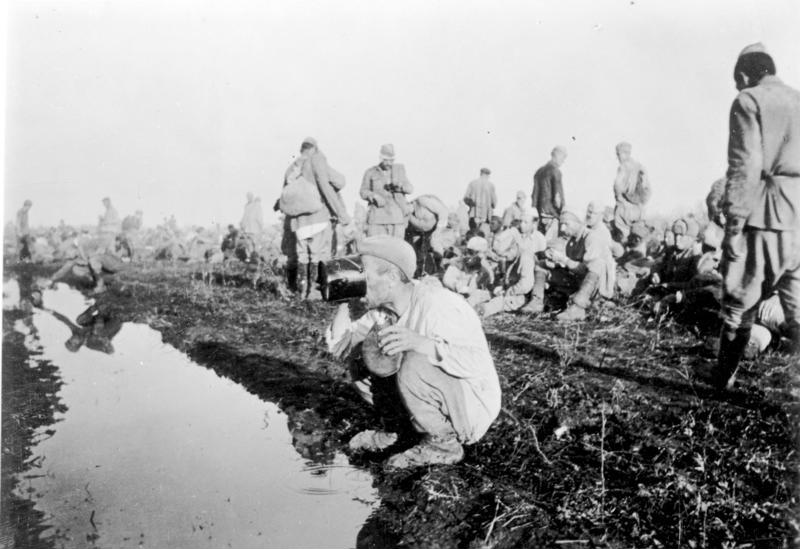
Військовополонені у проміжному таборі. Жовтень 1941

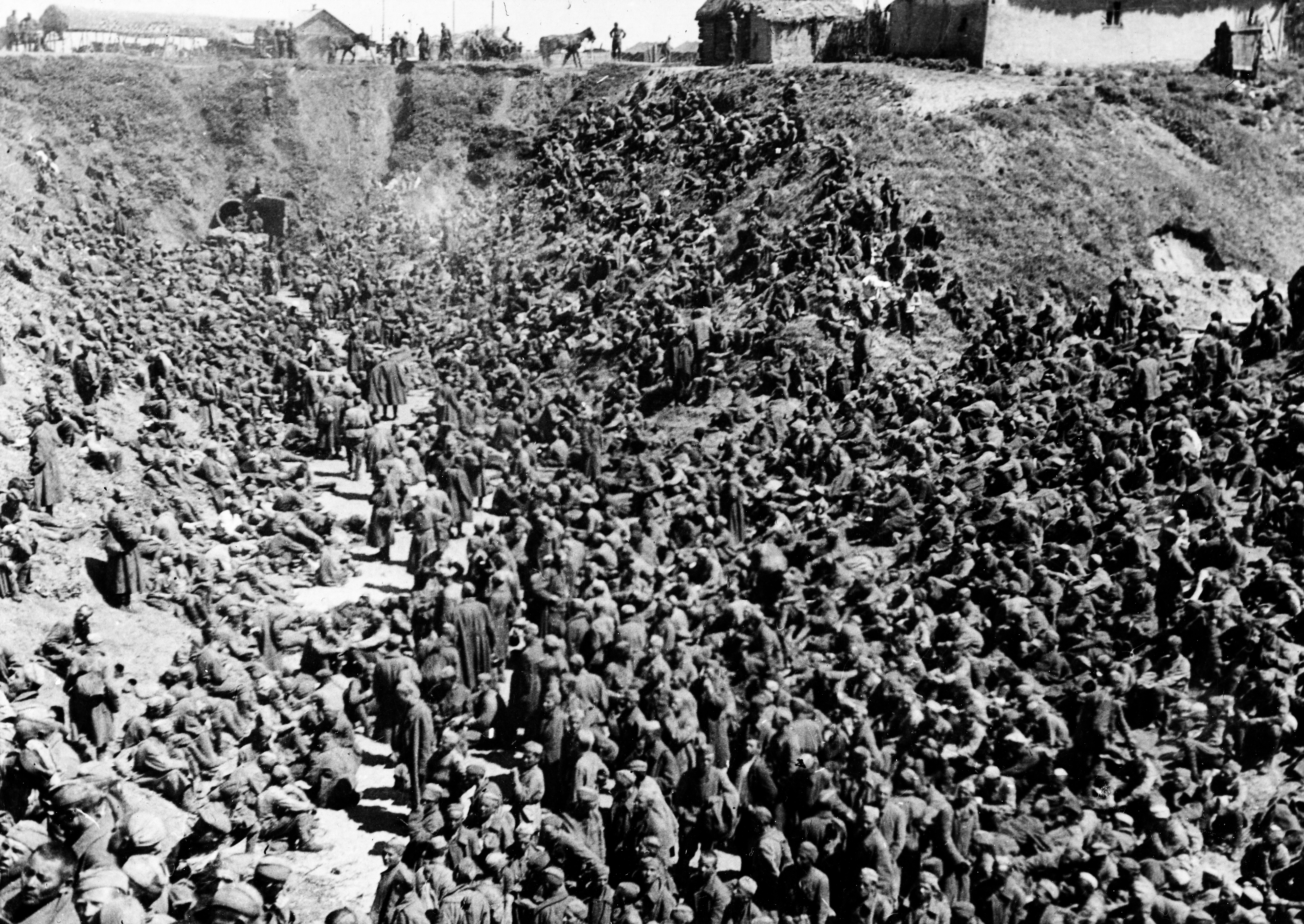
Радянські військовополонені. 1942

## Військовополонені СРСР у німецько-радянській війні

### Загальні дані

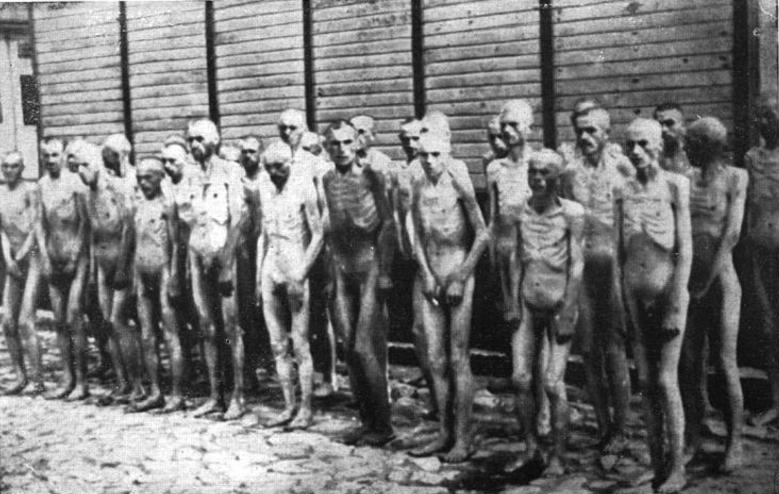
Радянські військовополонені у концентраційному таборі Маутгаузен

На момент початку німецько-радянської війни Третій Рейх залишався підписантом ряду конвенцій, що регулювали статус військовополоненого. Незважаючи на це, ставлення німців до полонених ворожих солдатів базувалось насамперед на расистських припущеннях нацистської ідеології. З цієї причини під час Другої світової війни німці дискримінували певні категорії ув'язнених — різне поводження залежно від раси, до якої належав даний в'язень (у розумінні нацистів), або від того, яка його національна чи державна приналежність. На вершині ієрархії стояли англосаксонські солдати, за ними слідували військовополонені з інших західноєвропейських країн (Франція, Бельгія, Нідерланди, Норвегія), з якими, як правило, поводилися відповідно до положень законів війни. До польських, югославських та італійських військовополонених ставилися гірше. Найнижчими в ієрархії військовополонених були солдати Червоної армії.
Расова ненависть гітлерівців погіршувалася ідеологічним неприйняттям комунізму. Директива ОКВ від 14 травня вимагала прийняття нещадних заходів проти цивільного населення, а солдати вермахту отримували повне звільнення від відповідальності за вчинення будь-якого насильства. 6 червня, за два тижні до початку війни, ОКВ було видано «Наказ про комісарів».
З початком бойових дій на радянсько-німецькому фронті 22 червня 1941 року величезні маси бійців і командирів Червоної армії з різних обставин потрапили в оточення. В ході Прикордонних боїв літа 1941 року багато з них загинули, незначні групи вийшли до своїх, частина стали партизанами, але чимало з них з огляду на поранення, хворобу, відсутність боєприпасів, пального і провіанту були захоплені німецькими військами в полон. У своєму дослідженні німецький історик К. Штрайт, посилаючись на численні документи штабів груп армій, наводить дані про кількість радянських військовополонених, захоплених німецькими військами в розпач найважчих для Червоної армії боїв 1941—1942 років:
- Білосток-Мінськ — 323 тис.,
- Умань — 103 тис.,
- Смоленськ-Рославль — 348 тис.,
- Гомель — 50 тис.,
- оз. Ільмень — 18 тис.,
- Великі Луки — 30 тис.,
- Естонія — 11 тис.,
- Дем'янськ — 35 тис.,
- Київ — 665 тис.,
- Луга-Ленінград — 20 тис.,
- Мелітополь-Бердянськ — 100 тис.,
- Вязьма-Брянськ — 662 тис.,
- Керч — 100 тис.

Всього до 16 листопада 1941 року їх число досягло 2,5 млн осіб. За шість з половиною місяців війни — з 22 червня 1941 по 10 січня 1942 р — згідно зведених донесень німецьких штабів, загальна чисельність тих, що потрапили в німецький полон становила 3,9 млн військових, серед них 15,2 тис. офіцерів, або 0,4 %.
На Нюрнберзькому судовому процесі над головними нацистськими військовими злочинцями радянська сторона представила документ з апарату А. Розенберга, в якому називалася ця цифра — 3,9 млн радянських військовополонених, з них до початок 1942 року в таборах в живих залишалося 1,1 млн.
В основному радянські воїни потрапляли в полон в 1941—1942 рр., але в полон потрапляли і пізніше: за даними Комісії при Президентові Російської Федерації з реабілітації жертв політичних репресій в 1943 р — 487 тис., в 1944 р — 203 тис., в 1945 — 40,6 тис. осіб.

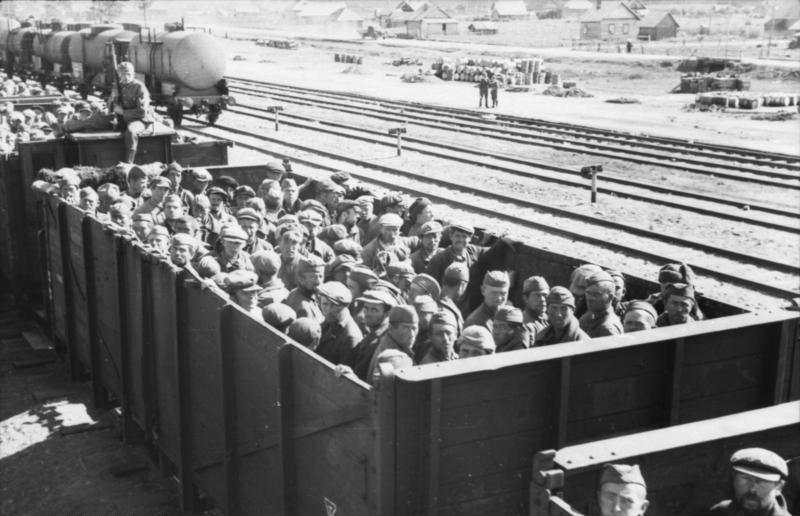
Перевезення радянських військовополонених у вагонах для худоби. Вересень 1941

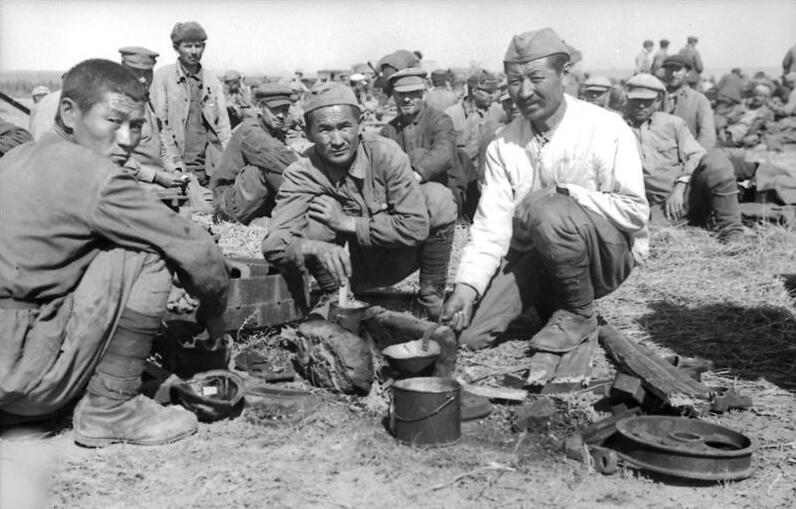
Захоплені в полон поблизу Сталінграда. Червень 1942

Багато радянських солдатів, серед них поранені, вмирали ще на шляху транспортування до збірних і пересильних таборів, а частина загинула при транспортуванні в стаціонарні табори. Недостатня кількість приміщень і жахливі умови в них, надзвичайно погане харчування, погане медичне обслуговування викликали восени і взимку 1941—1942 рр. епідемії висипного тифу, що привело до непомірно високої смертності серед військовополонених.
Висока смертність радянських військовополонених була викликана не тільки безвідповідальними діями відповідних німецьких служб, а й масовими розстрілами. Знищувалися тяжкопоранені солдати, від яких вермахт хотів позбутися в першу чергу, а також військовополонені, політичні переконання або расова приналежність яких виділяли їх із загальної маси. «Особливе поводження» з військовополоненими покладалося вермахтом на оперативні команди поліції безпеки і СД.
До лютого 1942 року з приблизно 3,3 млн радянських солдатів, які потрапили в німецький полон, близько двох мільйонів померло від голоду, холоду, епідемій або було розстріляно.
Загальна чисельність радянських військовополонених (на 31 грудня 1944 року)
| Радянські військовополонені         | В розпорядженні ОКВ | В розпорядженні ОКГ | Загалом   |
| ----------------------------------- | ------------------- | ------------------- | --------- |
| Взято в полон з початку війни       | 2 045 932           | 3 117 449           | 5 163 381 |
| Померло, розстріляно, інші загибелі | 1 335 569           | 1 890 668           | 3 226 237 |
| Звільнено                           | 535 523             | 287 707             | 823 230   |
| Втекли                              | н/д                 | 66 694              | 66 694    |
| Перебувають у таборах               | 176 840             | 877 980             | 1 054 820 |
| …з них — на роботах                 | 151 270             | 724 309             | 875 579   |

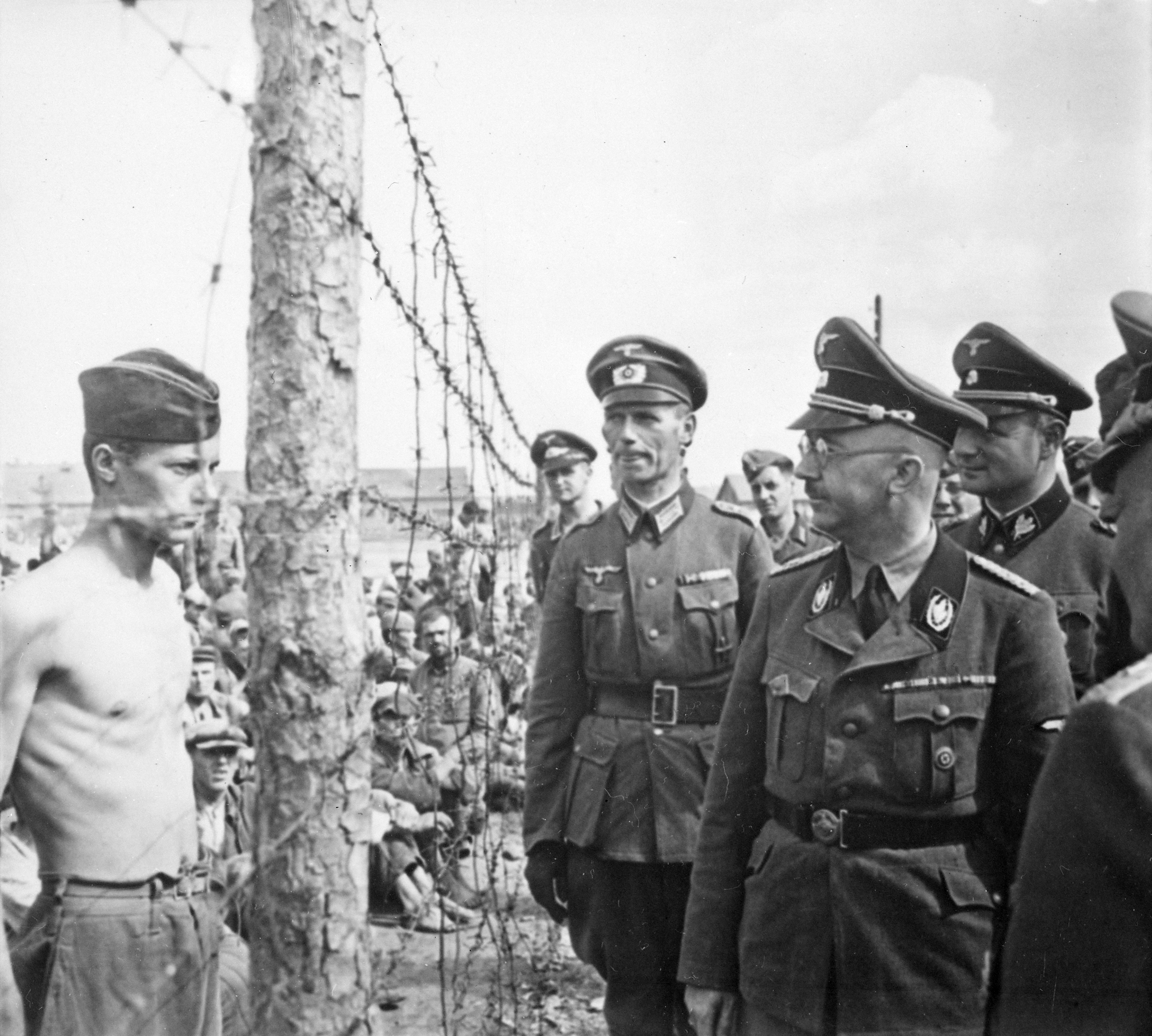
Гіммлер відвідує табір радянських військовополонених. 1941

За підрахунками, щонайменше 3,3 млн радянських військовополонених з 5,7 млн осіб, яких взяли у полон, загинули. Цей показник становить у цілому близько 57 % усіх радянських військовополонених, і це може бути протиставлене 8 300 з 231 000 британських та американських ув'язнених, тобто 3,6 %. Водночас, радянська Надзвичайна державна комісія при РНК СРСР дає іншу цифру — 3,9 млн осіб, але до цього числа не увійшли загиблі в Польщі — 808 тис. і в Німеччині — 340 тис. І кілька десятків тисяч в інших державах, що в загальному підсумку складає понад 5 млн загиблих радянських військовополонених. Близько 5 % радянських в'язнів, з тих, що загинули, були євреями. Найбільше смертей сталося в період з червня 1941 до січня 1942 р., коли німці вбили приблизно 2,8 млн радянських військовополонених, головним чином унаслідок навмисної голодної смерті, холоду та страт. Звільнено було максимум мільйон, більшість з яких стали так званими «добровольцями» (Гіві або Гільфсвілліге) для (часто обов'язкової) допоміжної служби у Вермахті, 500 000 втекли або були звільнені, решта 3,3 мільйона загинули як військовополонені.
Цифра 3,3 млн загиблих військовополонених базується на німецьких архівних даних та аналізі. Дані, опубліковані в Росії, мають дещо інший погляд на загиблих військовополонених СРСР. За оцінками Віктора Земскова, кількість радянських військовополонених склала 2,3 мільйона; він опублікував статистику, згідно з якою загальні втрати радянських військовополонених становили 2 471 000 (5 734 000 було захоплено, 821 000 — звільнено для німецької військової служби, 72 000 — втекли та 2 371 000 — звільнені). З 823 000 військовополонених, звільнених для служби в німецьких військових силах, 212 400 було вбито або зникло безвісти, 436 600 повернуто до СРСР і ув'язнено, а 180 000 залишилися в західних країнах після війни. Російський військовий історик Григорій Ф. Кривошеєв стверджував, що втрати військовополонених і бойових військ НКВС фактично склали 1,783 млн. За словами Кривошеєва, вищі показники загиблих через те, що до них вносять резервістів, що не встигли фактично розпочати військову службу та цивільних, які потрапили в полон під час війни.

### Умови утримання в полоні
Важкими, а для багатьох військовослужбовців і фатальними, були перші дні, тижні і місяці полону. Як правило, полонених зосереджували на відкритій місцевості, оточеній колючим дротом. У цих умовах захоплені в полон перебували, не дивлячись на погодні умови і температуру. На збірних пунктах полонені довго не отримували ніякої їжі і нічого для пиття. Потім їх направляли на дивізійні збірні пункти, звідки — в «Дулаг» (пересильні табори), де вони піддавалися фільтрації за ознаками національності, професії, ступеня лояльності. Потім рядові і молодші командири відправлялися в «Шталаги», а офіцери в спеціальні табори — «Офлаги». Втома від довгої дороги і голод, який призводив до абсолютного виснаження, став причиною фактів масових непритомності. З «Шталагів» і «офлагів» військовополонені могли переводитися до концентраційних та робочих таборів. У період найбільшої чисельності військовополонених на території рейхскомісаріату Остланд, Україна, Польського генерал-губернаторства, Австрії, Чехословаччини, Німеччини, Норвегії, Фінляндії та Румунії було близько 2670 таборів для військовополонених. Пізніше робочі команди з полонених були розсіяні майже по всій окупованій Європі.
У таборах процвітав лютий терор, нелюдські побиття полонених, а також стрілянина по них без жодного приводу, мали випадки втрати розуму, і навіть факти людоїдства. Евакуація радянських військовополонених здійснювалася з великими труднощами, особливо в перший і останній роки війни. Через те, що техніка для евакуації полонених виділялася рідко, основною формою їхнього переміщення були піші марші за спеціальними маршрутами, як правило, далеко від населених пунктів, по бездоріжжю і відкритій місцевості. Іноді їхня протяжність сягала від декількох десятків до декількох сотень кілометрів. Переходи тривали до 4 тижнів. Щодобовий перехід становив іноді до 40 км, причому в колонах перебували поранені, хворі і виснажені полонені. Часто ці переходи називалися «маршами смерті». При перегоні полонених, за надто повільний крок їх били, а за прискорення кроку часто вбивали, тому що прискорений крок вважався за спробу втечі. Залізницею полонених перевозили, у переважній більшості випадків, у відкритих вагонах, призначених для навантаження вугілля, в яких було жахливо тісно.
Радянські військовополонені за національністю
| Національність      | Кількість | % від загалу |
| ------------------- | --------- | ------------ |
| Росіяни             | 657 339   | 48,02        |
| Українці            | 386 568   | 28,24        |
| Білоруси            | 103 053   | 7,53         |
| Татари              | 30 698    | 2,24         |
| Узбеки              | 28 228    | 2,06         |
| Грузини             | 23 816    | 1,74         |
| Казахи              | 23 143    | 1,69         |
| Азербайджанці       | 20 850    | 1,52         |
| Вірмени             | 20 067    | 1,47         |
| Молдовани           | 4 739     | 0,35         |
| Євреї               | 4 457     | 0,32         |
| Башкири             | 4 248     | 0,31         |
| Киргизи             | 4 014     | 0,29         |
| Таджики             | 3 948     | 0,29         |
| Калмики             | 3 772     | 0,28         |
| Туркмени            | 3 511     | 0,26         |
| Латиші              | 3 286     | 0,24         |
| Литовці             | 2 749     | 0,20         |
| Естонці             | 2 484     | 0,18         |
| Карели              | 1 989     | 0,14         |
| Інші національності | 35 890    | 2,63         |
| Загалом обліковано  | 1 368 849 | 100          |

## Відео
- The Fate of Soviet Prisoners of War(англ.)